# AVALAK
AVALAK, er de grønlandske studerendes interesseorganisation Organisationen af Grønlandske Studerende i Danmark. AVALAK blev dannet i Århus i 1980 som DKIK (Danmarkimi Kalaallit Ilinniagaqartut Kattuffiat) indtil det skiftede navn til AVALAK i marts 2006.
AVALAK har sekretariat på Det Grønlandske Hus i København og er i 2014 blev optaget som Partnerskabsorganisation i Dansk Ungdoms Fællesråds Partnerskabsprojekt. Der er i øjeblikket 4 lokalforeninger (AVALAK København, AVALAK Odense, AVALAK Aarhus og AVALAK Aalborg). Hovedbestyrelsen samt Lokalbestyrelserne er sam-mensat af frivillige studerende der mødes månedligt eller efter behov.
Foreningen arbejder med henblik på at forbedre vilkårene for medlemmerne, forhandle med Grønlands Selvstyre, Nationale og internationale organisationer og andre relevante organer..

## Formål
AVALAK’s formål er, jævnfør de gældende vedtægter, at arbejde for og udbrede kendskabet til de grønlandske studerendes interesser samt at politisere og aktivere de grønlandske studerende i Danmark.

## Organisations struktur
Organisationen er partipolitisk uafhængig, og sender årligt en forhandler til Nuuk for at mødes med Grønlands Hjemmestyre og andre relevante institutioner for at fremlægge de studerendes synspunkter. Andre måder at få synspunkterne ud er læserbreve, pressemeddelelser, debatmøder, seminarer, konferencer og interviews i de grønlandske medier.
Desuden afholdes to store arrangementer årligt, der hver strækker sig over en weekend, hvor de studerende fra hele landet mødes i en hytte for at debattere studierelevante emner under Seminaret, eller hygge sig med fodboldturnering og andre sociale aktiviteter under Fællestræffet.
AVALAK er de fire lokalforeningers paraplyorganisation, som hver især er tilknyttet studieområderne for De Grønlandske Huse, placeret i de fire store uddannelsesbyer i Danmark.
De 4 lokalforeninger gælder:
- AVALAK-Aalborg (tidligere, JAKIP, lokaliseret i Aalborg)
- AVALAK-Århus (tidligere, ÅKIP, lokaliseret i Århus)
- AVALAK-Odense (tidligere FKIP, lokaliseret i Odense)
- AVALAK-København (tidligere KEKIP, lokaliseret i København)

Lokalforeningernes primære formål er at arrangere sociale aktiviteter i lokalområderne og tilbyde et netværk for de studerende. Desuden er to repræsentanter fra hver lokalforening med i hovedbestyrelsen, og viderebringer medlemmernes synspunkter til AVALAK.

## Politiske tiltag
AVALAK arbejder for politiske løsninger, der falder inden for AVALAK's interesseområde. Nedenstående politiske resultater er nogle af de tiltag, som AVALAK har været involveret i gennem den offentlige debat. Disse resultater er ikke nødvendigvis et udtryk for AVALAK's politik, men er et resultat af Inatsisartuts og Folketingets beslutninger gennem de seneste år inden for skoleområdet.
- Frendriftsreformen, 2015 [kilde mangler]